# Stăuceni
Stăuceni is een Roemeense gemeente in het district Botoșani.
Stăuceni telt 3431 inwoners.